# William Accambray
William Accambray (Cannes, Alpes-Marítimos, 8 de abril de 1988) es un jugador de balonmano francés que juega en la posición de lateral izquierdo en el USM Saran y en la selección francesa.

## Equipos
- Handball Mougins Mouans-Sartoux Mandelieu (2004-2005)
- Montpellier HB (2005-2012)
- PSG (2012-2017)
- MKB Veszprém (2017-2018)
- RK Celje (2018-2019) (cedido)
- Meshkov Brest (2019-2020)
- Pays d'Aix UC (2020-2023)
- USM Saran (2023- )

## Palmarés

### Montpellier HB
- Liga Francesa (2006, 2008, 2009, 2010, 2011, 2011 y 2012)
- Copa de Francia (2006, 2008, 2009, 2010 y 2012)
- Copa de la Liga de Francia (2006, 2007, 2008, 2010, 2011 y 2012)
- Supercopa de Francia (2010 y 2011)

### PSG
- Liga de Francia de balonmano (4): 2013, 2015, 2016, 2017
- Supercopa de Francia (3): 2014, 2015 y 2016
- Copa de Francia de balonmano (2): 2014, 2015
- Copa de la Liga de balonmano (1): 2017

### Veszprém
- Copa de Hungría de balonmano (1): 2018

### Celje
- Liga de balonmano de Eslovenia (1): 2019

### Meshkov Brest
- Liga de Bielorrusia de balonmano (1): 2020
- Copa de Bielorrusia de balonmano (1): 2020

### Selección nacional

#### Campeonato del Mundo
- Medalla de oro en el Campeonato del Mundo de 2011
- Medalla de oro en el Campeonato del Mundo de 2015

#### Juegos Olímpicos
- Medalla de oro en los Juegos Olímpicos de Londres 2012

### Consideraciones personales
- Mejor jugador de la Liga de Francia (2011)
- Elegido 3 veces mejor lateral izquierdo de la Liga de Francia (2010, 2011 y 2013)
- Elegido mejor lateral izquierdo del Campeonato de Europa Junior (2008)

- Datos: Q388337
- Multimedia: William Accambray / Q388337